# Mario Brguljan
Mario Krsta Brguljan je poznati međunarodni vaterpolski sudac, športski radnik, bivši vaterpolist i rukometaš iz Crne Gore, iz Prčanja kod Kotora. Po struci je ekonomist.
Vaterpolom se bavio od 1971. u VK Val iz Prčanja. Igrao je još za VK Budvanska rivijera i u VK Borac iz Orahovca. Igračku je karijeru završio 1986. godine. Usporedno se bavio rukometom, do 1977. u RK Kotor i RK Partizan iz Tivta. Suđenjem se počeo baviti još kao igrač. Republički sudac je od 1982., savezni od 1984., prvu saveznu ligu sudio je od 1987., a od 1990. godine je međunarodni sudac. U okviru SFRJ, SRJ, SiCG i CG, sudio je 19 finala Kupa, 20 finala doigravanja te 330 službenih međunarodnih utakmica.
Sudačku je karijeru završio potkraj prosinca 2013. godine. Sudio je na trima Olimpijadama, na pet svjetskih i na pet europskih prvenstava. Ukupno je sudio na 471 međunarodnoj utakmici i jedini je sudac s prostora bivše Jugoslavije koji je sudio finale Olimpijskih igara, igara u Pekingu. Sudio je završnice europskih kupova u muškoj i ženskoj konkurenciji, juniorska europska prvenstva, svjetske lige, Mediteranske igre i kvalifikacije za Olimpijske igre.
Predsjednik je Svjetske sudačke vaterpolske asocijacije od 23. srpnja 2011. godine, a na tu je dužnost izabran na osnivačkom kongresu te međunarodne organizacije vaterpolskih sudaca.
Angažirao se u društvenom životu Hrvata Crne Gore. Bio je u Upravnom odboru HGDCG, što mu po Statutu tog društva daje mogućnost biti izabran za predsjednika tog društva.
Odlukom Upravnog odbora Hrvatskog građanskog društva Crne Gore 9. svibnja 2015. postao je predsjednik upravnog odbora društva, zamijenivši na tom mjestu Mirka Vičevića, koji se nije kandidirao za još jedan mandat zbog zauzetosti u vaterpolskoj reprezentaciji Crne Gore gdje je selektor mlađih kategorija. Na istoj skupštini za potpredsjednicu Društva izabrana je Dijana Milošević, a za tajnicu Vivijan Vuksanović. Ostali članovi Upravnog odbora su: Danijela Vulović, Ivo Brajak, Slavko Dabinović i Tijana Petrović.
Mandat u HGDCG je prihvatio jer je to nevladina nepolitička organizacija građanske profilacije koja se bavi se unapređenjem kulture i tradicije Hrvata u Boki kotorskoj i prekograničnom suradnjom, a ne politikom, te zato što je dosad bio zauzet športski obvezama.
Brguljan je dobitnik Novembarske nagrade Općine Kotor i više drugih priznanja. Predsjednik Udruženja sudaca PVS Crne Gore, a od 2000. do raspada SiCG predsjednik Udruženja sudaca i član stručnog savjeta, od 2006.  član stručnog Savjeta PVS CG.
1980. i 1982. godine izabran je u deset najboljih sportaša Općine Kotor i Boke. Za 2000, 2002, 2004. i 2006. godinu proglašen je za najboljeg suca u SRJ i SiCG. U 2003. za najboljeg športskog radnika Općine Kotor. U 2004, 2005. i 2006. dodijeljeno mu je specijalno priznanje SO Kotor.
Sinovi Darko (1990., član VK Primorac i VK Val) i Matija (1995., član VK Primorac) bave se vaterpolom. Darko je crnogorski reprezentativac, a Matija Brguljan igra za crnogorsku reprezentaciju za Univerzijadu. Stric je vaterpolista Draška Brguljana, brat nogometaša Zorana Brguljana koji je igrao nogomet u jugoslavenskoj drugoj ligi.